# Greg Bear
Pour les articles homonymes, voir Bear.
Œuvres principales
- Éon
- La Musique du sang
- En quête d'éternité
- L'Échelle de Darwin

Greg Bear, né le 20 août 1951 à San Diego en Californie et mort le 19 novembre 2022, est un écrivain de science-fiction américain.

## Biographie
Né en 1951, Gregory Dale Bear commence très tôt à écrire, puisqu'il propose ses premiers textes en 1964, à l'âge de 13 ans à peine. À cette époque, il suit son père qui sert dans l'US Navy et voyage au Japon, aux Philippines et en Alaska.
Sa première nouvelle, Destroyers, est publiée en 1967 dans un magazine. À cette occasion, il triche sur son âge et prétend être majeur pour pouvoir être publié.
En 1968, il retourne en Californie à l'Université de San Diego d'où il sort diplômé en 1973.
Son premier roman, Hegira, est publié en 1979 mais ne rencontre qu'un succès très modeste. À cette époque, et jusqu'en 1982, il travaille comme chroniqueur littéraire pour un journal de San Diego.
En 1983, il gagne successivement deux prix Hugo et un prix Nebula avec ses nouvelles Hardfought et Bloodmusic (ce dernier titre sera par la suite développé sous forme d'un roman, titré La Musique du sang en français).
En 1985, il publie son roman Éon, qui est un succès immédiat. La sortie trois ans plus tard d'Éternité le consacre comme l'un des grands de la science-fiction.
Avec sa femme, il édite le forum de la Science Fiction and Fantasy Writers of America pendant deux ans. Il est également président de cette association de 1988 à 1990. Il participe au National Citizens Advisory Council on Space Policy avec Jerry Pournelle, James Ransom (en) et Larry Niven. Il a notamment participé à l'écriture de Fondation et chaos, ultime hommage à Isaac Asimov et son cycle de Fondation.
Greg Bear a de plus été journaliste, dessinateur pour des magazines de science-fiction, libraire et conseiller technique pour quelques séries télévisées. Il a été consultant pour plusieurs grandes compagnies, parmi lesquelles Microsoft pour la première version de la Xbox.
En novembre 2022, Greg Bear subit un accident vasculaire cérébral à la suite duquel il reste dans le coma, souffrant d'atteintes cérébrales très graves qui rendent improbable une sortie du coma ; et, même dans cette éventualité, il souffrirait de graves atteintes dans ses capacités cognitives et communicationnelles. En accord avec les vœux qu'il avait exprimés de son vivant, les soins qui le maintenaient en vie sont arrêtés et il meurt le 19 novembre 2022,.

### Vie privée
En 1970,  il épouse Christina Nielson, avec qui il divorcera en 1981. En 1983, il épouse en secondes noces Astrid Anderson, fille de l'auteur Poul Anderson.
Il a deux enfants, un fils Eric né en 1986 et une fille, Alexandra, née en 1990.

## Œuvres
La plus grande partie du travail de Greg Bear concerne la science-fiction (il est souvent classé comme auteur de hard science). Toutefois, trois de ses romans (The Infinity Concerto, The Serpent  Mage, ainsi que son dernier roman The Unfinished Land) sont clairement de la fantasy, tandis que Psychlone, Lost Souls et Dead Lines sont, quant à eux, des romans d'horreur. 17 de ses ouvrages ont été publiés en français.

### Séries

#### Song of Earth and Power
1. (en) The Infinity Concerto, 1984
2. (en) The Serpent Mage, 1986

En 1994 est publié Songs of Earth and Power, qui regroupe The Infinity Concerto et The Serpent Mage.

#### Éon
1. Éon ((en) Eon, 1985)  (ISBN 2-253-07162-5)Un gigantesque astéroïde venu du futur arrive à proximité de la Terre alors que celle-ci semble à la veille d'un holocauste nucléaire. Des tunnels traversent l'astéroïde et mènent à un passage tubulaire, la Voie, qui se prolonge apparemment à l'infini.
2. Éternité ((en) Eternity, 1988)  (ISBN 2-253-07164-1)Plus de quarante ans ont passé depuis Éon et la Voie qui traverse l'astéroïde du roman précédent demeure fermée. Mais que devient donc la société de l'Hexamone qui se trouvait de l'autre côté ? Est-elle parvenue à résister aux envahisseurs extraterrestres qui la menaçaient ? Le moment n'est-il pas enfin venu de rouvrir la Voie pour le savoir ?
3. Héritage ((en) Legacy, 1995)  (ISBN 2-253-07234-6)Des dissidents de l'Hexamone, la société qui a ouvert la Voie des tomes précédents, tentent de s'établir sur Lamarckia, une planète peuplée de créatures immenses dont l'évolution suit les principes du Lamarckisme.

#### The Forge of God
1. (en) The Forge of God, 1987La Terre est menacée de destruction par une civilisation de robots extraterrestres dont le but semble être d'anéantir les mondes habités. D'autres extraterrestres tentent toutefois d'intervenir pour sauver au moins quelques terriens. Ce roman explore la théorie de la forêt sombre.
2. (en) Anvil of Stars, 1992

#### La Reine des anges
1. La Reine des anges ((en) Queen of Angels, 1990)Au milieu du XXIe siècle, un écrivain célèbre a commis plusieurs assassinats mais une inspectrice de police est à ses trousses.
2. (en) Heads, 1990
3. L'Envol de Mars ((en) Moving Mars, 1993)  (ISBN 2-221-07983-3)Les humains installés sur Mars sont contraints de lutter pour préserver leur indépendance menacée par l'ingérence des habitants de la Terre.
4. Oblique ((en) Slant, 1997)  (ISBN 2-253-06823-3)Des personnes immensément riches se font congeler de leur vivant dans l'attente de la découverte du secret de l'immortalité. Et si les biens de ces semi-vivants étaient vulnérables ? Et quel jeu jouent donc les intelligences artificielles ?

#### Darwin
1. L'Échelle de Darwin ((en) Darwin's Radio, 1999)
2. Les Enfants de Darwin ((en) Darwin's Children, 2002)

#### Quantico
Deux romans préquels au cycles La Reine des anges.
1. (en) Quantico, 2005
2. (en) Mariposa, 2009

#### War Dogs
1. (en) War Dogs, 2014
2. (en) Killing Titan, 2015
3. (en) Take Back the Sky, 2016

### Romans indépendants
- (en) Psychlone, 1979
- (en) Hegira, 1979
- (en) Beyond Heaven's River, 1980
- (en) Lost Souls, 1982
- (en) Strength of Stones, 1982
- (en) Hardfought, 1983
- La Musique du sang ((en) Blood Music, 1985) - J'ai lu no 2355, 1988.
- (en) Dinosaur Summer, 1998
- En quête d'éternité ((en) Vitals, 2002)
- (en) Dead Lines, 2004
- La Cité à la fin des temps, Bragelonne, 2011 ((en) City at the End of Time, 2008)
- (en) Hull Zero Three, 2011
- (en) The Unfinished Land, 2021

### Recueils de nouvelles
- (en) The Wind from a Burning Woman, 1983
- (en) Early Harvest, 1988
- (en) Tangents, 1989
- (en) Bear's Fantasies, 1992
- (en) The Collected Stories of Greg Bear, 2002
- (en) W3: Women in Deep Time, 2003
- (en) Sleepside: The Collected Fantasies of Greg Bear, 2005

### Participation à des univers non conçus par l'auteur
Univers Man-Kzin Wars
- (en) The Man Who Would Be Kzin, 1991Une nouvelle dans le volume Man-Kzin Wars IV, écrite avec Stephen Michael Stirling

Univers Star Trek
- Corona, Fleuve noir, 1993 ((en) Corona, 1984)

Univers de Fondation
- Fondation et Chaos ((en) Foundation and Chaos, 1998)

Univers Star Wars
- Planète rebelle, Presses de la Cité, 2000 ((en) Rogue planet, 2000)  (ISBN 2-258-05335-8)Réédition, Fleuve noir, coll. « Star Wars » no 43, 2001 (ISBN 2-265-07197-8)

Univers Halo
- Trilogie Forerunner :

1. Cryptum, Milady, 2011 ((en) Cryptum, 2011)
2. Primordium, Milady, 2012 ((en) Primordium, 2012)
3. Silentium, Milady, 2013 ((en) Silentium, 2013)

Foreworld
1. (en) The Mongoliad, book 1, 2012Écrit avec Neal Stephenson, Mark Teppo, E. D. deBirmingham, Erik Bear, Joseph Brassey et Cooper Moo.
2. (en) The Mongoliad, book 2, 2012Écrit avec Neal Stephenson, Mark Teppo, E. D. deBirmingham, Erik Bear, Joseph Brassey et Cooper Moo.
3. (en) The Mongoliad, book 3, 2013Écrit avec Neal Stephenson, Mark Teppo, E. D. deBirmingham, Erik Bear, Joseph Brassey et Cooper Moo.

### Anthologies éditées
- New Legends (1995, avec Martin H. Greenberg)
- Multiverse: Exploring Poul Anderson's Worlds (2014, avec Gardner Dozois)
- Nebula Awards Showcase 2015 (2015)